# Ironclad 2 – Bis aufs Blut
Ironclad 2 – Bis aufs Blut (Originaltitel Ironclad: Battle for Blood) ist ein britisch-serbischer Abenteuerfilm aus dem Jahr 2014 von Jonathan English, der auch als Drehbuchautor und Produzent fungierte.

## Handlung
Die Handlung spielt fünf Jahre nach den Ereignissen im ersten Teil. Familie de Vesci bekämpft schottische Plünderer an der englisch-schottischen Grenze. Als der Sohn des schottischen Häuptlings bei einem Kampf ums Leben kommt, beginnt eine Blutfehde. Gilbert de Vesci entsendet seinen Sohn Hubert, um seinen Neffen Guy de Lusignan für ihren Kampf zu gewinnen. Dieser hat sich bereits den Namen eines großen Kriegers erkämpft. Wenig später wird klar, dass dieser einst als Knappe dem Baron d’Aubigny diente und sich durch die Kriege zu einem zynischen, hartgesottenen Kämpfer entwickelte, der als Söldner sich verdient macht, oder sich an Blutsportarten bereichert. Auch bei Hubert verlangt er um eine Bezahlung, wenn man seine und die Dienste seines Freundes Berenger haben will. Daher muss Hubert das letzte Geld der Familien-Dynastie hergeben. Guy de Lusignan erwirbt beim Henker Pierrepoint käuflich die zu Tode verurteilte Mörderin Crazy Mary, die für ihr kämpferisches Geschick bekannt ist. Als dies an die Behörden kommt, nimmt er sich auch die Dienste des Henkers entgegen, der nun ebenfalls als Krimineller gesucht wird, da er Menschenhandel betrieb.
Hubert führt die vier Söldner zur belagerten Burg de Vesci und tatsächlich schaffen sie es, die Angriffe der Schotten abzuwehren. Guy ist im Kreise der Familie weniger willkommen, lediglich bei seiner Cousine Blanche findet er Zuneigung, da er sie vor schottischen Eindringlingen rettete. Währenddessen beginnt Mary eine geheime Beziehung mit Hubert. Während der noch laufenden Belagerung mehreren sich die Verluste der Verteidiger. Gilbert de Vesci verstirbt an den Folgen einer Kriegsverletzung und er ernennt Hubert zu seinem Nachfolger. Wenig später begeht seine Frau Joan durch Gift Suizid, da sie davon ausgehe, das man die Schlacht verliert und sie nicht in die Hände der Feinde fallen will.
Mary nimmt Rache an Pierrepoint. Sie verachtete ihn für seine Dienste als Henker und bringt ihn daher um. Kurz danach beginnen die Schotten erfolgreich damit, die Burgtore niederzubrennen und stürmen den Bergfried. Berenger stellt sich einem Zweikampf mit dem schottischen Häuptling. Im Kampf kann er nach und nach die Oberhand gewinnen. Allerdings mischen sich weitere Schotten in den Kampf ein, wodurch Berenger den Kampf mit seinem Leben bezahlt. Hubert vertraut Guy seine Schwestern an, bevor er sich mit Mary als Burgherrin zum letzten Gefecht stellt. Schnell werden er und Hubert überwältigt und Mary wird gehängt. Um Hubert zu retten, appelliert Guy an die Ehre des schottischen Häuptlings und kann dank Blanche den Zweikampf gewinnen. Nach dem Tod ihres Anführers endet auch die Blutfehde und die Schotten ziehen sich zurück. Guy wird wenige Jahre später sich nach Frankreich begeben und im Hundertjährigen Krieg kämpfen.

## Hintergrund

### Produktion
Der Film ist die Fortsetzung von Ironclad – Bis zum letzten Krieger aus dem Jahr 2011. Er basiert allerdings nur noch lose auf seine Vorlage. Dies macht sich auch in der Besetzung bemerkbar, die komplett ausgetauscht wurde. Die Dreharbeiten fanden ausschließlich in Serbien statt. So wurde unter anderen in Belgrad und in Kraljevo gedreht. Viele Aufnahmen entstanden in den PFI Studios in Belgrad. Weitere Szenen entstanden in den Wäldern am Rande der Stadt Smederevo.

### Veröffentlichung
Der Film feierte am 14. März 2014 seine Premiere. In Deutschland startete er am 2. Juli 2014 in den Videoverleih, am 26. März 2016 erfolgte in Deutschland die Free-TV-Premiere.

## Rezeption
„Fortsetzung eines aufwändigen mittelalterlichen Schlachtfests, die weder die gute Besetzung noch die Schauwerte des ersten Teils zu bieten hat. Nur eine historisch fragwürdige Abfolge äußerst blutiger Kampfszenen in verwaschenen Bildern.“

„Kalt servierte Schlachtplatte .“

Cinema bemängelt außerdem, dass der Film überwiegend mit „unbekannten Darstellern“ besetzt wurde. Außerdem „langweilt ihr Feldzug mit sich wiederholenden Eroberungsversuchen, monotonen Kopf-ab-Sequenzen und Alibi-Dialogen vom Folter- äh Reißbrett.“
Auf Rotten Tomatoes hat der Film einen Anteil von 17 % positiver Wertungen. Im Audience Score, der Zuschauerwertung der Plattform, hat der Film eine Wertung von 8 %. In der Internet Movie Database hat der Film bei fast 3.000 Stimmenabgaben eine Wertung von 4,3 von 10,0 möglichen Sternen (Stand: März 2024).